# Mūlīnān
Mūlīnān (persiska: مولينان) är en ort i Iran.   Den ligger i provinsen Kurdistan, i den nordvästra delen av landet, 400 km väster om huvudstaden Teheran. Mūlīnān ligger 1 562 meter över havet och antalet invånare är 154.
Terrängen runt Mūlīnān är huvudsakligen kuperad. Mūlīnān ligger nere i en dal. Runt Mūlīnān är det ganska tätbefolkat, med 60 invånare per kvadratkilometer. Närmaste större samhälle är Sarvābād, 18,5 km sydväst om Mūlīnān. Trakten runt Mūlīnān består i huvudsak av gräsmarker.